# Summerville (Pennsilvània)
Summerville és una població dels Estats Units a l'estat de Pennsilvània. Segons el cens del 2000 tenia 525 habitants.

## Demografia
Segons el cens del 2000, Summerville tenia 525 habitants, 209 habitatges, i 158 famílies. La densitat de població era de 326,9 habitants/km².
Dels 209 habitatges en un 29,2% hi vivien nens de menys de 18 anys, en un 61,2% hi vivien parelles casades, en un 10% dones solteres, i en un 24,4% no eren unitats familiars. En el 24,4% dels habitatges hi vivien persones soles el 13,9% de les quals corresponia a persones de 65 anys o més que vivien soles. El nombre mitjà de persones vivint en cada habitatge era de 2,44 i el nombre mitjà de persones que vivien en cada família era de 2,88.
Per edats la població es repartia de la següent manera: un 20% tenia menys de 18 anys, un 7% entre 18 i 24, un 30,3% entre 25 i 44, un 22,1% de 45 a 60 i un 20,6% 65 anys o més.
L'edat mediana era de 41 anys. Per cada 100 dones de 18 o més anys hi havia 90,9 homes.
La renda mediana per habitatge era de 30.909$ i la renda mediana per família de 38.000$. Els homes tenien una renda mediana de 26.792$ mentre que les dones 18.409$. La renda per capita de la població era de 16.745$. Entorn del 3,2% de les famílies i el 6,1% de la població estaven per davall del llindar de pobresa.

## Poblacions properes
El següent diagrama mostra les poblacions més properes.